# Лимфаденопатија
Лимфаденопатија  је опипљиво увећање једног или више лимфних чворова. Иако су присутни по целом телу, групе чворова присутне у врату, пазуху и препонама често се могу опипати у овим областима и код здравих људи. Лимфаденопатија се категорише као: локализирана (када је присутна само у једном делу тела), генерализована (ако је присутно у два или више дела тела) и као лимфаденитис (лимфаденопатија са болом и/или знацима упале нпр. црвенило, болна осетљивост). Други симптоми могу бити присутни у зависности од етиологије поремећаја. Дијагноза се поставља клинички. Лечење зависи од етиологије.

## Прогноза
Брзо лечење антибиотицима обично доводи до потпуног опоравка. Да оток лимфних жлезда нестане, лечење може трајати неколико недеља, или чак месеци,

## Могуће компликације
Нелечени лимфаденитис може довести до:
- Формирање апсцеса
- Целулитиса (инфекција коже)
- Формирање фистуле (најчешће се јављују код лимфаденитиса који је узрокован туберкулозом)
- Сепсе (инфекција крвотока), која може довести до смрти

## Превенција
Добро опште здравље и лична хигијена имају важну улогу у спречавању било какве инфекције.

## Алтернативна имена
Инфекција лимфних чворова; инфекција лимфних жлезда; локализована лимфаденопатија